# Elaeocarpus hedyosmus
Elaeocarpus hedyosmus är en tvåhjärtbladig växtart som beskrevs av Zmarzty. Elaeocarpus hedyosmus ingår i släktet Elaeocarpus och familjen Elaeocarpaceae. Inga underarter finns listade i Catalogue of Life.